# Johann Vollmöller
Johann Vollmöller (* 1750 in Lauterbach; † 1813 in Kassel) war ein deutscher Historien- und Landschaftsmaler.

## Leben
Der Bruder von Johann Georg Vollmöller besuchte die Hohe Schule in Lauterbach (Hessen). Er trat in die Dienste des fürstlichen Hochstifts Fulda ein. In dessen Staats- und Standskalender von 1794 ist er als Hofmaler verzeichnet.
Vollmöller war auf die Darstellung historischer Ereignisse, Porträts bedeutender Persönlichkeiten sowie auf Landschaftsmalerei spezialisiert. Er malte in Pastell und Öl und war auch als Miniaturmaler tätig.
Nach der Auflösung des Fürstentums Fulda infolge des Reichsdeputationshauptschlusses kam Vollmöller 1807 an den Hof von Jérôme Bonaparte, der das damalige Königreich Westphalen von Kassel (Schloss Wilhelmshöhe) aus regierte. 1810 fiel Johann Vollmöller in geistige Umnachtung und wurde in das örtliche Irrenhaus gesperrt, wo er 1813, verstarb. Sein Körper wurde in Kassel begraben.